# 하루에촌
하루에촌(春殖村)은 일본 시마네현 오하라군에 설치되었던 촌이다. 현재의 운난시의 일부에 해당한다.